# Frederik Hede Jensen
Frederik Hede Jensen (født 16. juni 1996) er en dansk professionel bokser.
Han bokser på kontrakt hos den tyske stald Team Sauerland og bliver trænet af Thomas Povlsen.
Frederik Hede Jensen er tidligere som amatør mange gange dansk, jysk samt nordisk mester i boksning, derudover har han tidligere deltaget ved EM og VM.

## Amatør Resultater
- Nr. 1 U/19 Nordiske mesterskaber (-52 kg) Århus, Danmark 2013[2][3]
- Nr. 1 U/19 Danmarksmesterskaberne (-52 kg) Grindsted, Danmark 2013[4]
- Nr. 1 Jyske mesterskaber (-56 kg) Århus, Danmark 2015[5][6]
- Nr. 2 Danmarksmesterskaberne (-56 kg) Gilleleje, Danmark 2015[7][8]
- Nr. 1 Danmarksmesterskaberne (-56 kg) Esbjerg, Danmark 2016[9][10]
- Nr. 1 Jyske mesterskaber (-56 kg) Århus, Danmark 2017[11]

## Professionelle Kampe
| 5 Vundne (2 knockouts), 1 Tabt, 0 Uafgjorte |             |                    |      |             |                   |                                       |                     |
| Resultat                                    | Rekordliste | Modstander         | Type | Rd., Tid    | Dato              | Sted                                  | Noter               |
| Vandt                                       | 5-1         | Ruben Garcia       | DQ   | 3 (6), 1:09 | 22. juni 2019     | Forum Horsens, Horsens, Danmark       |                     |
| Vandt                                       | 4-1         | Ilia Beruashvili   | TKO  | 3 (8), 2:59 | 30. marts 2019    | Magion, Grindsted, Danmark            |                     |
| Vandt                                       | 3-1         | Andrei Nurchynsky  | UD   | 4 (4)       | 25. august 2018   | Struer Energi Park, Struer, Danmark   |                     |
| Tabte                                       | 2-1         | Brian Pelaez       | SD   | 4 (4)       | 10. marts 2018    | Struer Energi Park, Struer, Danmark   |                     |
| Vandt                                       | 2-0         | Baska Tuvdenlhagva | UD   | 4 (4)       | 9. september 2017 | Max-Schmeling-Halle, Berlin, Tyskland |                     |
| Vandt                                       | 1-0         | Tibor Nadori       | TKO  | 2 (4), 1:07 | 18. marts 2017    | Ceres Arena, Århus, Danmark           | Professionel debut. |

## Andet
Som barn fik han diagnosen Calvé-Legg-Perthes, en sygdom der ramte hans hofte, forhindrede ham i at være fysisk aktiv og bandt ham til en kørestol fra han var 4 til 9 år gammel, hvor han blev erklæret rask. Han begyndte at bokse 3 år efter som 12-årig. 